# Blekinge flygklubb
Blekinge flygklubb, förkortad BFK är belägen på Ronneby flygplats (ESDF) och har funnits där sedan 1946. Flygklubben bildades ursprungligen 1945 av Adil Olofsson som en segelflygklubb och fick Torsten Rapp som förste ordförande, senare tillkom även motorflygdelen i klubbverksamheten. De flygplan som tidigare användes för att bogsera segelflygplan var Focke-Wulf Fw 44 Steigliz, De Havilland Tiger Moth och senare Rallye (SE-GTI). Tidigare förekom även modellflygning som en del i klubbverksamheten. Flygklubben bedriver motorflygverksamhet samt flygutbildning till flygcertifikat PPL-A, LAPL och ultralätt UL-B. Klubben utbildar även behörigheterna VFR-Mörker (NQ) och Avancerad Flygning (AVA). Klubben förfogar över en kombinerad varm- respektive kallhangar samt ytterligare en plåthangar som sedan 2022 är flyttad till västra sidan av klubbens platta.
Från säsongen 2022 bedriver Blekinge Flygklubb brandflygbevakning i KSAK´s regi. 
Klubben fogar över följande flygplan:
Motorflygplan
- SE-LOY Diamond DA40
- SE-MIH Diamond DA40
- SE-FVR Diamond DV20 Katana
- SE-KAZ  Diamond DA20-100 Katana
- SE-MHS Zlin Z 242L Guru (Ägare: Ronneby Flygklubb)

Ultralätta flygplan
- SE-VSP Eurostar EV97

## Fältinformation
Landningsbanor och taxibanor
Landningsbanor och taxibanor drivs och underhålls av Blekinge flygflottilj (F17) och nyttjas även för klubbverksamhet.
- Bana 01 / 19 - Asfalt, 2331m x 40m.

Taxibanor till och från Blekinge flygklubb är asfalterade i sin helhet ända fram till manöverområdet vid södra banändan. 
Tankanläggningar
I anslutning till flygklubbens klubbhus med hangar finns en tankanläggning för flygbränsle AVGAS 91/96. En tankanläggning för AVGAS 100LL finns även från 2019 på Blekinge Flygklubb.
Frekvenser
- Ground: 121.850
- Tornet: 119.200
- Ronneby CTR: 128.450